# Hume Highway
Der Hume Highway ist eine von Australiens wichtigsten und meist befahrenen Fernverkehrsstraßen. Er ist Teil des australischen National-Highway-Netzwerkes und erstreckt sich über 880 km zwischen den Metropolen Sydney und Melbourne. Der Hume Highway hat große Bedeutung für den Güterverkehr zwischen diesen Großstädten, während für Touristen der Princes Highway entlang der Küste eine beliebte Alternativroute darstellt.

## Geschichte

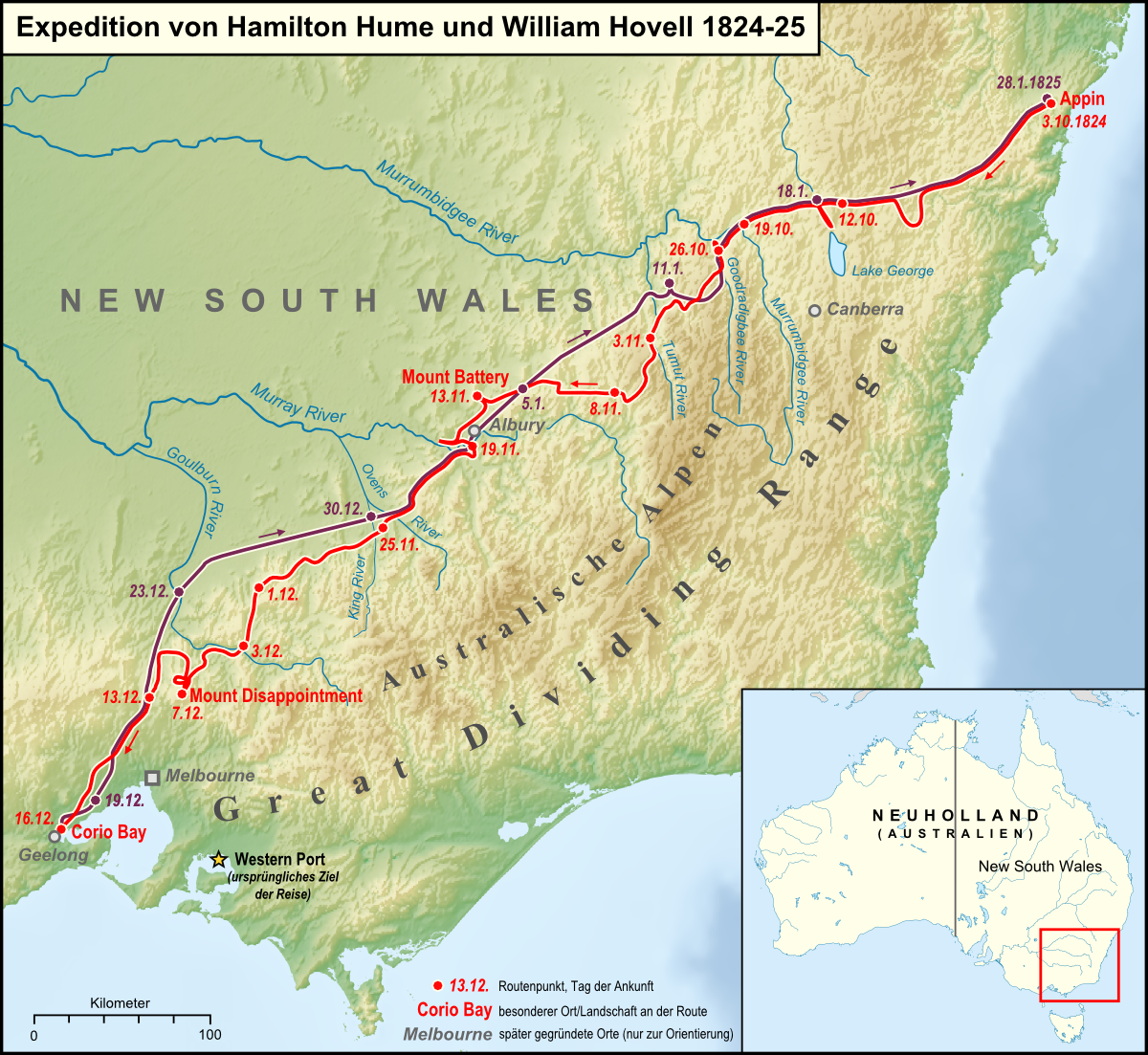
Karte der Hume und Hovell Expedition 1824–1825

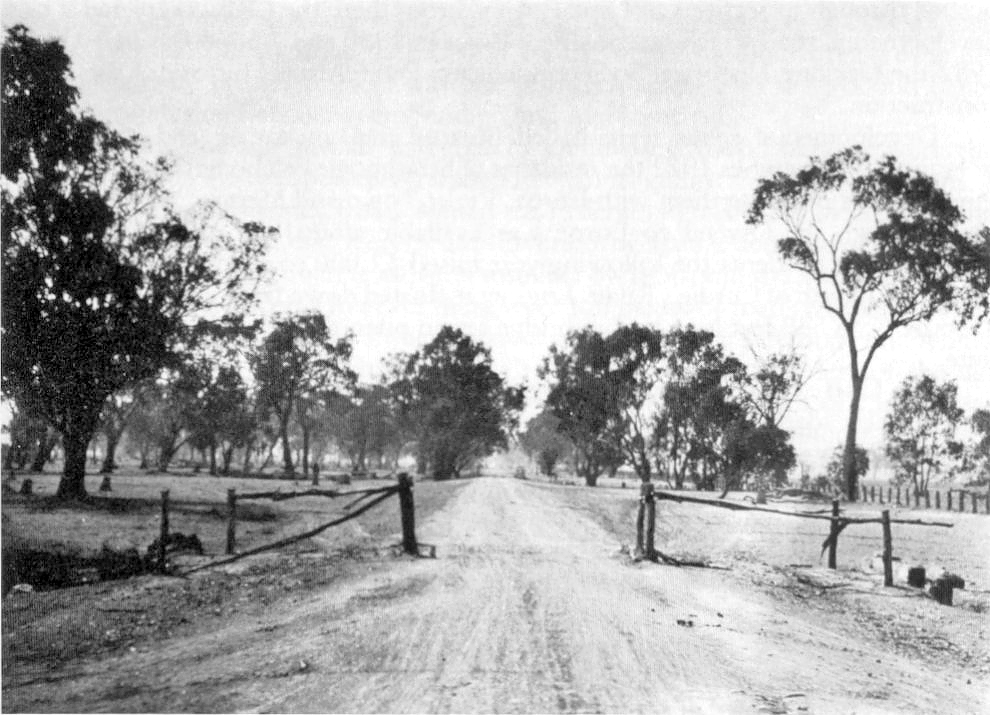
Ein Streckenabschnitt der alten „Sydney Road“ um 1914 in der Nähe von Benalla (Victoria).

In den ersten Jahrzehnten nach Beginn der Besiedlung Australiens durch britische Siedler wurde das Hinterland nur wenig erkundet. Hauptgrund war die Great Dividing Range, die damals ein fast unüberwindbares Hindernis darstellte. So dauerte es bis 1818, bis ein Weg über die Great Dividing Range gefunden wurde, der von Sydney in die Nähe des heutigen Goulburn führte.
1824 waren es die Entdecker Hamilton Hume und William Hovell, die eine Entdeckungs- und Forschungsreise von Campbelltown nach Port Phillip Bay, dem Naturhafen von Melbourne, unternahmen. Die Expedition von Hume und Hovell trug wesentlich zur Erschließung und Besiedlung des Hinterlandes bei. Der Verlauf des heutigen Hume Highway entspricht im Wesentlichen genau jener Route, die die beiden Entdecker damals nahmen.
Die erste Straße, die zunächst nur bis Goulburn führte, war damals als Great South Road bekannt. 1833 gab es erste umfassende Baumaßnahmen und es dauerte bis in die 1860er Jahre, bis die gesamte Strecke erstmals als durchgängig befahrbare Straße fertiggestellt war. Diese Straße trug in New South Wales immer noch den Namen Great South Road. In Victoria war sie als Sydney Road bekannt. Erst im Jahr 1928 wurde die gesamte Strecke zu Ehren des Entdeckers Hamilton Hume in Hume Highway umbenannt.
Heute ist der Hume Highway größtenteils als Freeway deklariert und bis auf wenige Kilometer fast auf seiner gesamten Länge vierspurig ausgebaut.

## Verlauf

### New South Wales
Der Hume Highway beginnt an der Zusammenführung des WestLink (M7) mit dem South Western Motorway (Met-5) beim südlichen Vorort Casula von Sydney. Er führt nach Süden durch Campbelltown nach Mittagong. Dort wendet er sich nach Südwesten und ab der Stadt Goulburn nach Westen. Hinter Goulburn zweigt der Federal Highway (N23) nach Südwesten ab und kurz vor Yass der Barton Highway (N25) nach Süd-Südosten. Beide Fernstraßen führen nach Canberra, der australischen Hauptstadt. In Jugiong biegt der Hume Highway wieder nach Südwesten ab und durchzieht die Riverina südöstlich von Wagga Wagga, bis er in Albury den Murray River und damit die Grenze nach Victoria erreicht.

### Victoria
Auf dem Südufer des Murray River durchzieht der Hume Highway, der ab dort Hume Freeway heißt, die Stadt Wodonga und führt durch reiches Farmland weiter nach Südwesten. Nach Wangaratta am Ovens River und Benalla erreicht er die Stadt Seymour am Goulburn River, wo er nach Süden abbiegt. Nach weiteren ca. 70 km ist die Western Ring Road (NM80) in Melbourne erreicht.

### Ortsumgehungen
Seit der Fertigstellung des Ausbaus des Hume Highways im Jahr 2013 werden alle Orte entlang des Highways durch Umfahrungen passiert.

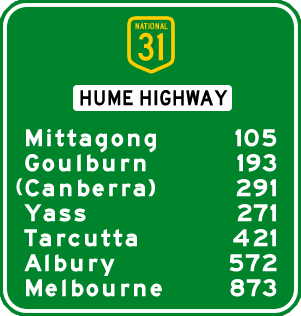
Entfernungstafel entlang des Hume Highways in Sydney.

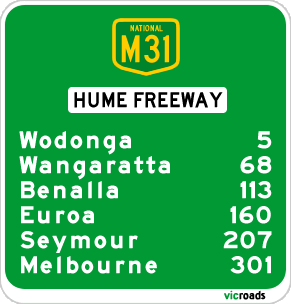
Entfernungstafel mit Angabe der Wegstrecken (in km) entlang des Hume Freeways in Richtung Süden an Grenze zum Bundesstaat Victoria.

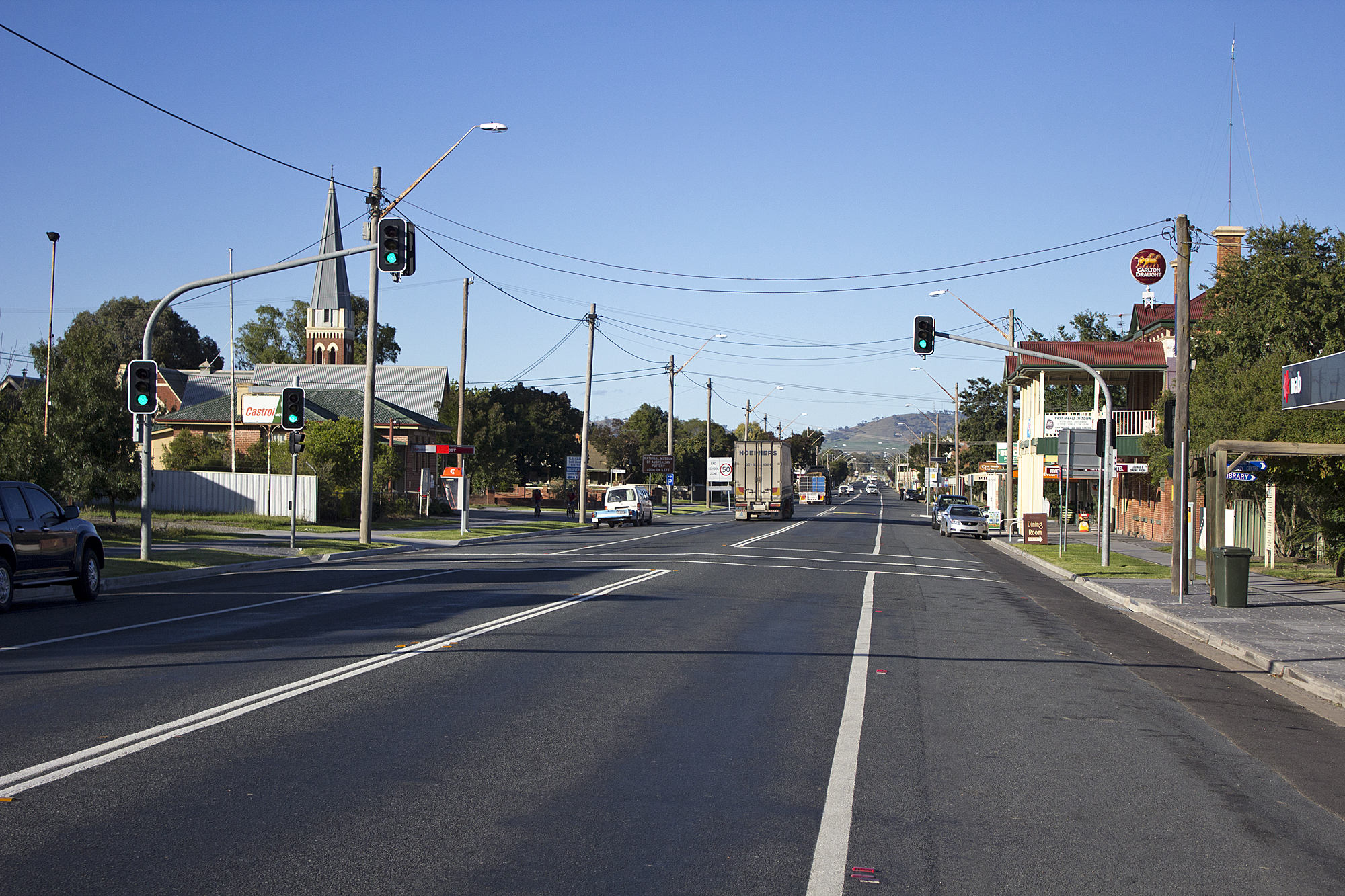
Hume Highway in Holbrook, die letzte Stadt, von der man zum Hume Highway gelangt.

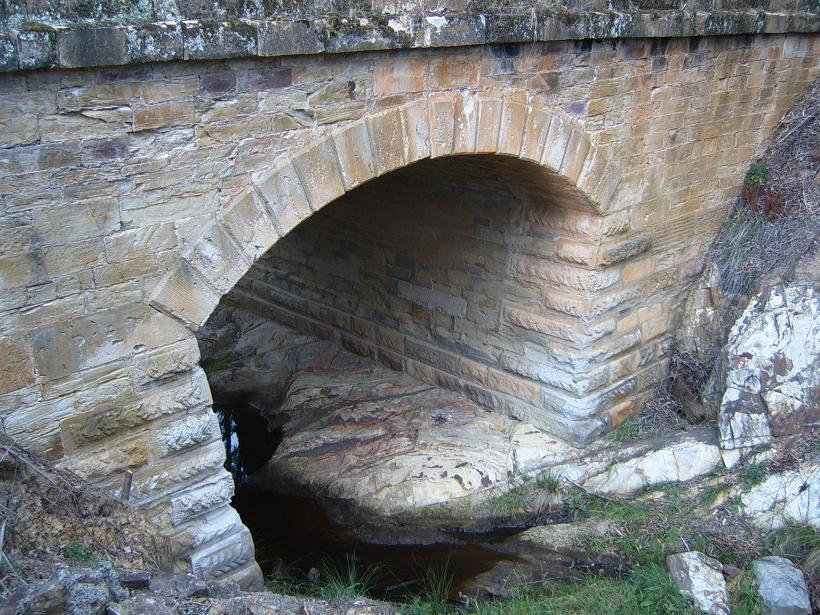
Der Hume Highway führt hier über die Towrang-Bridge, gebaut um 1839.

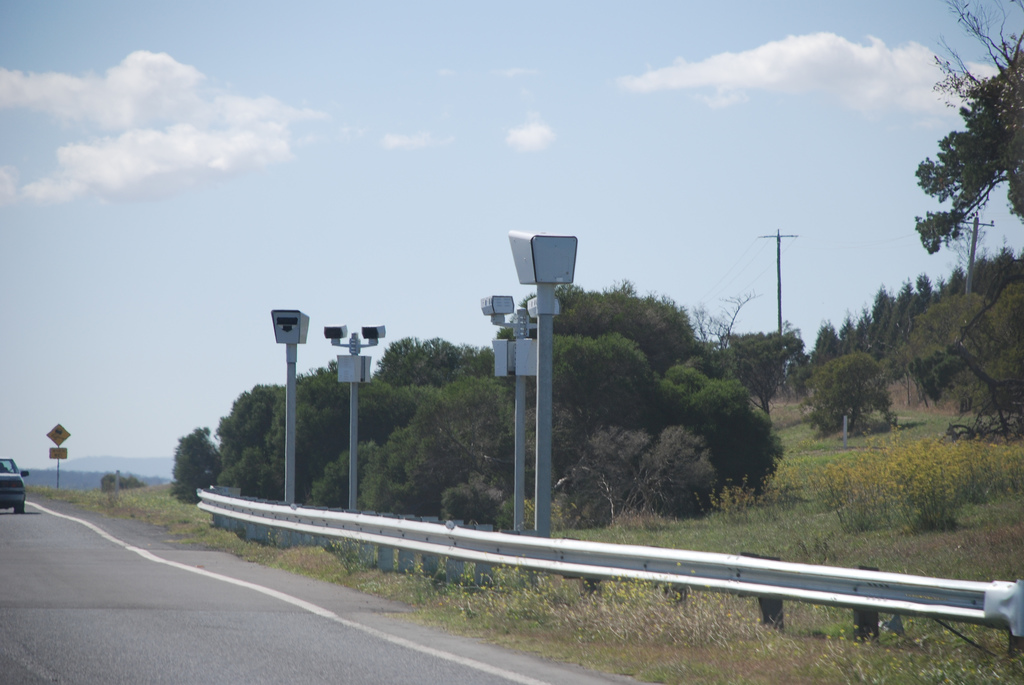
Überwachungskameras und Blitzer am Hume Highway in Victoria, zur Kontrolle der Einhaltung der Geschwindigkeiten.

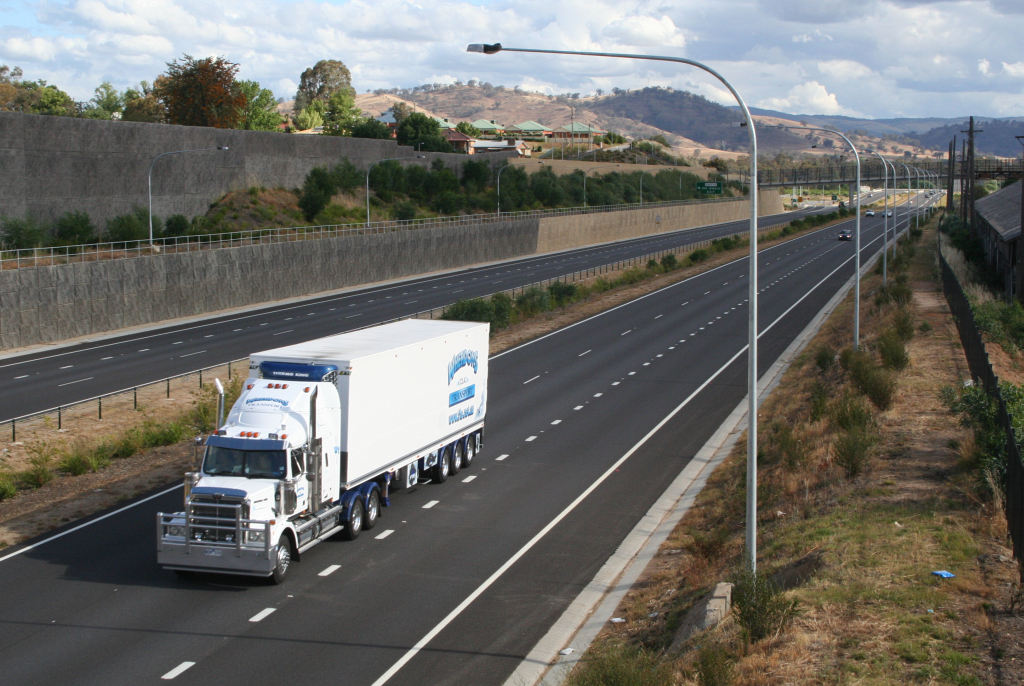
Der Hume Highway in Richtung Süden nach Victoria. Der Streckenverlauf ist hier parallel zum Bahnhof Albury.

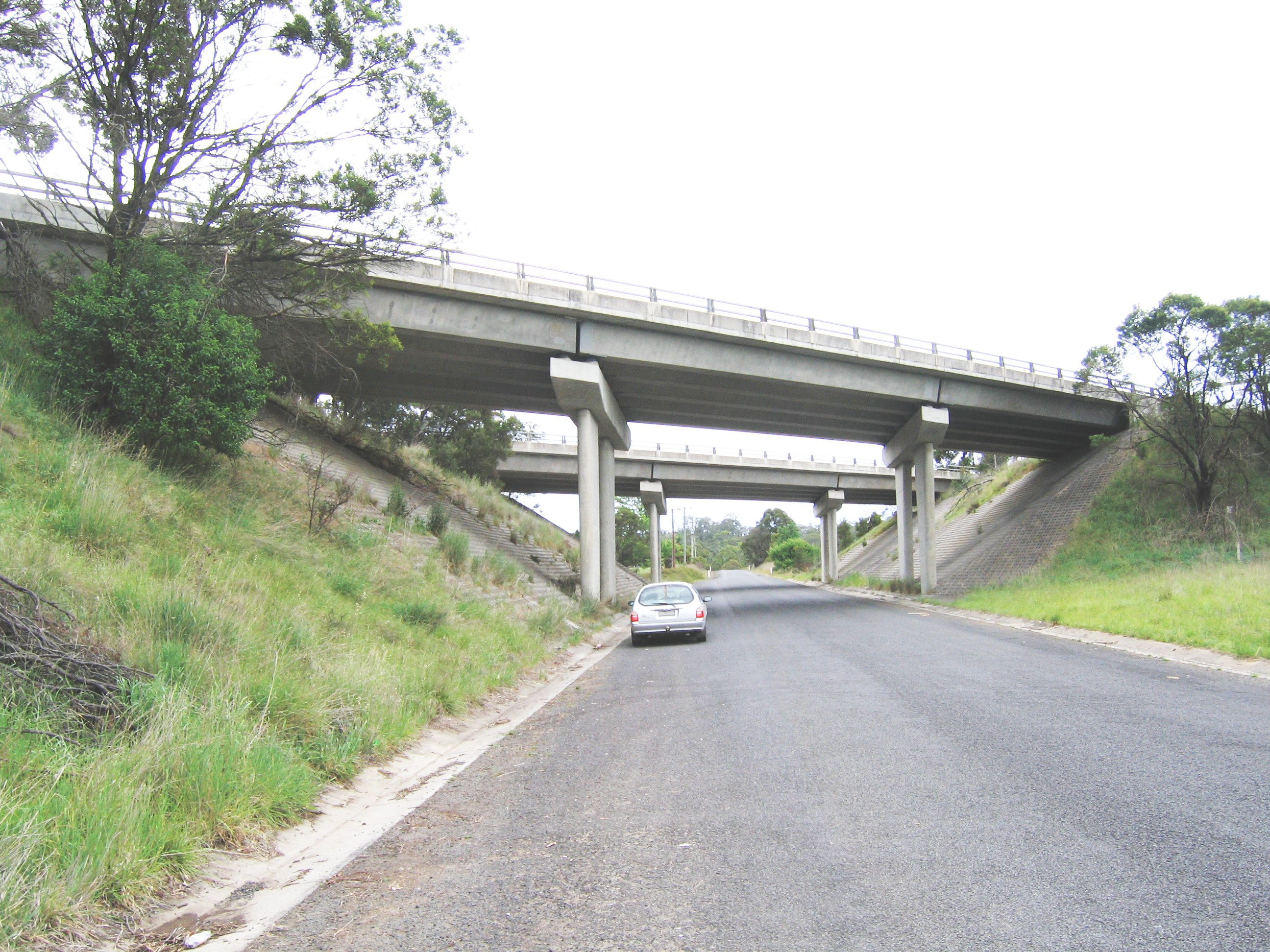
Der Hume Highway führt mit Zwillingsbrücke über die Greenhills Road, nördlich von Berrima.

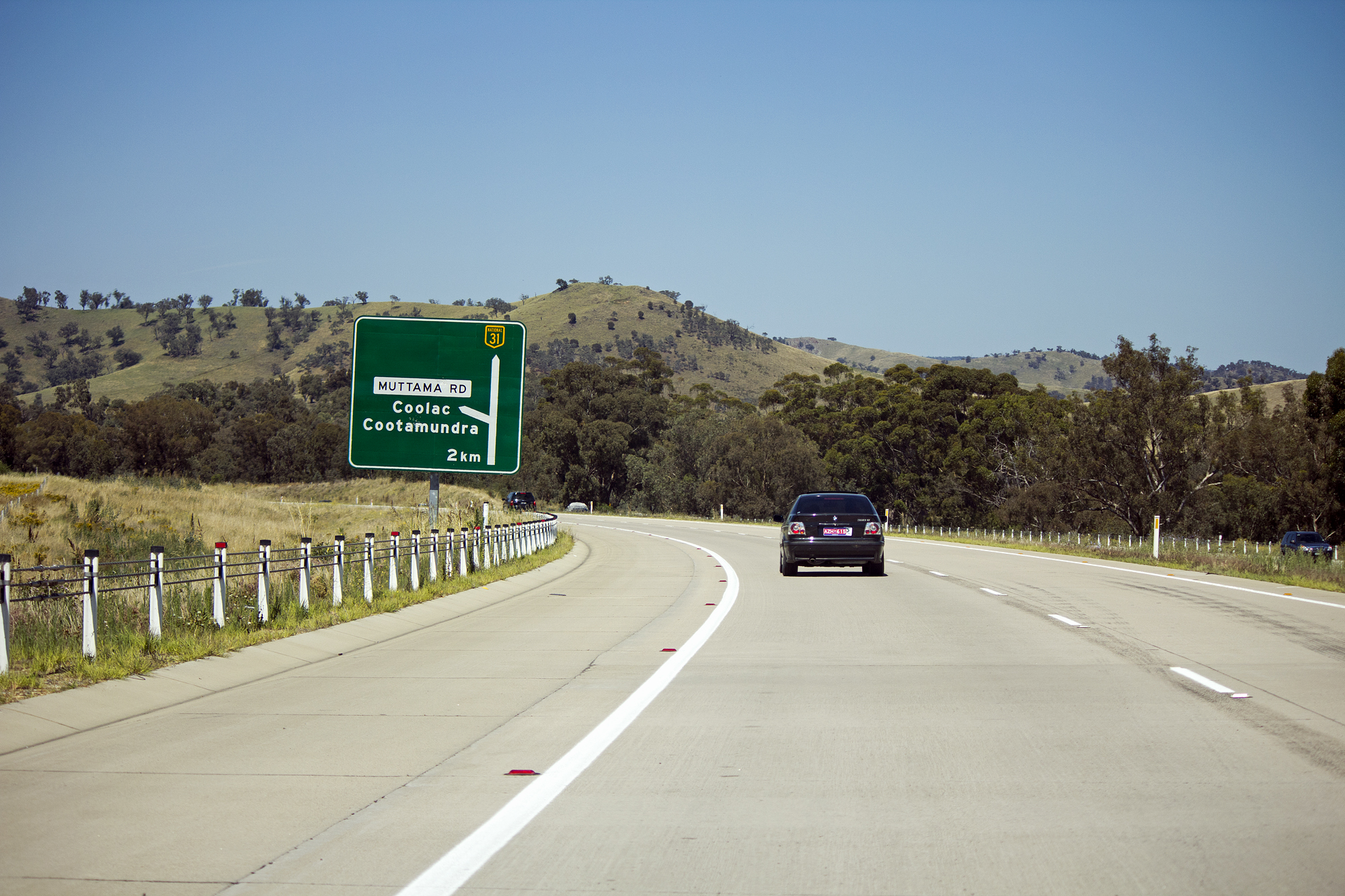
Der Hume Highway in der Nähe von Coolac.

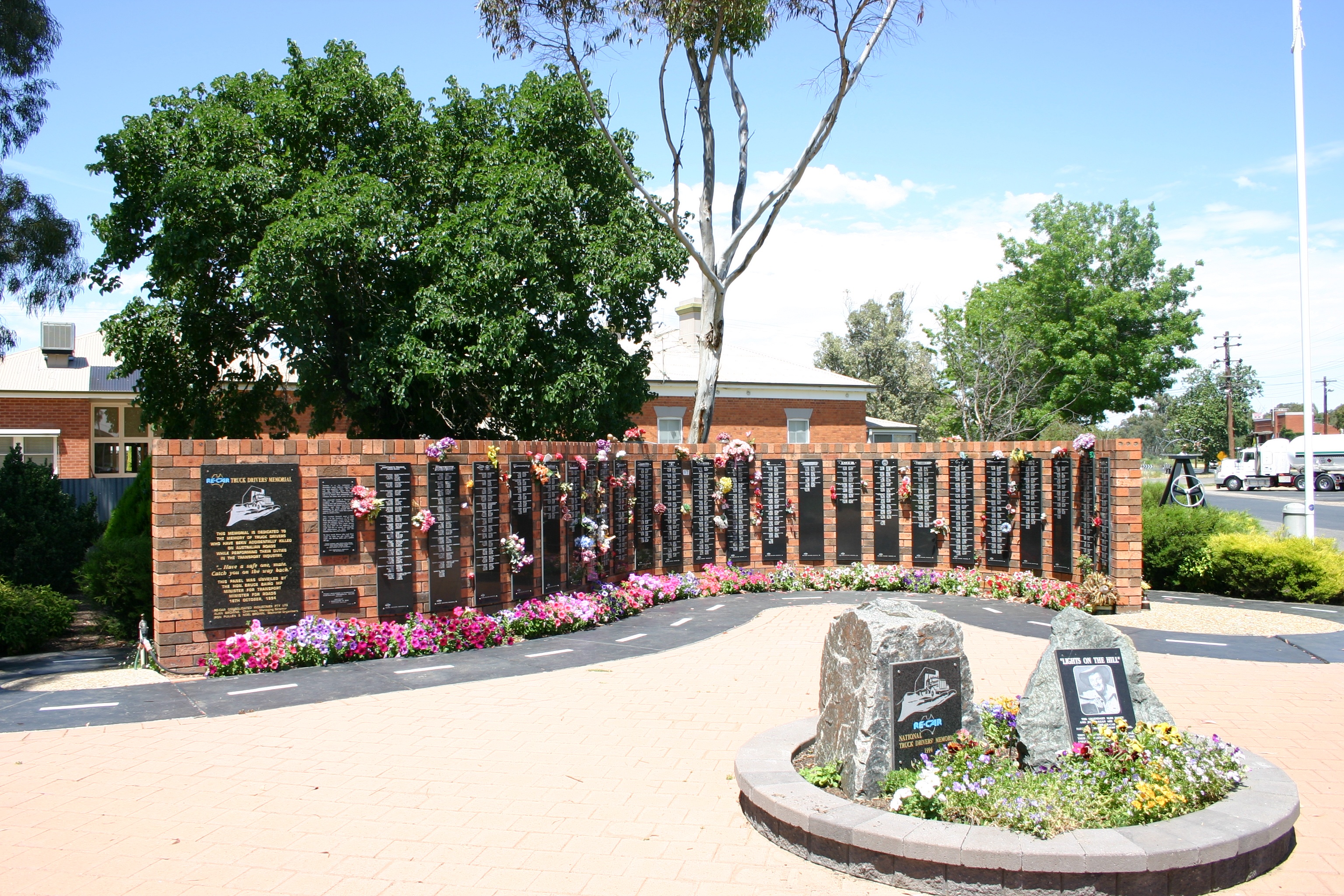
Das National Truck Driver Memorial zur Erinnerung für ums Leben gekommene Kraftfahrer auf dem Hume Highway in Tarcutta.

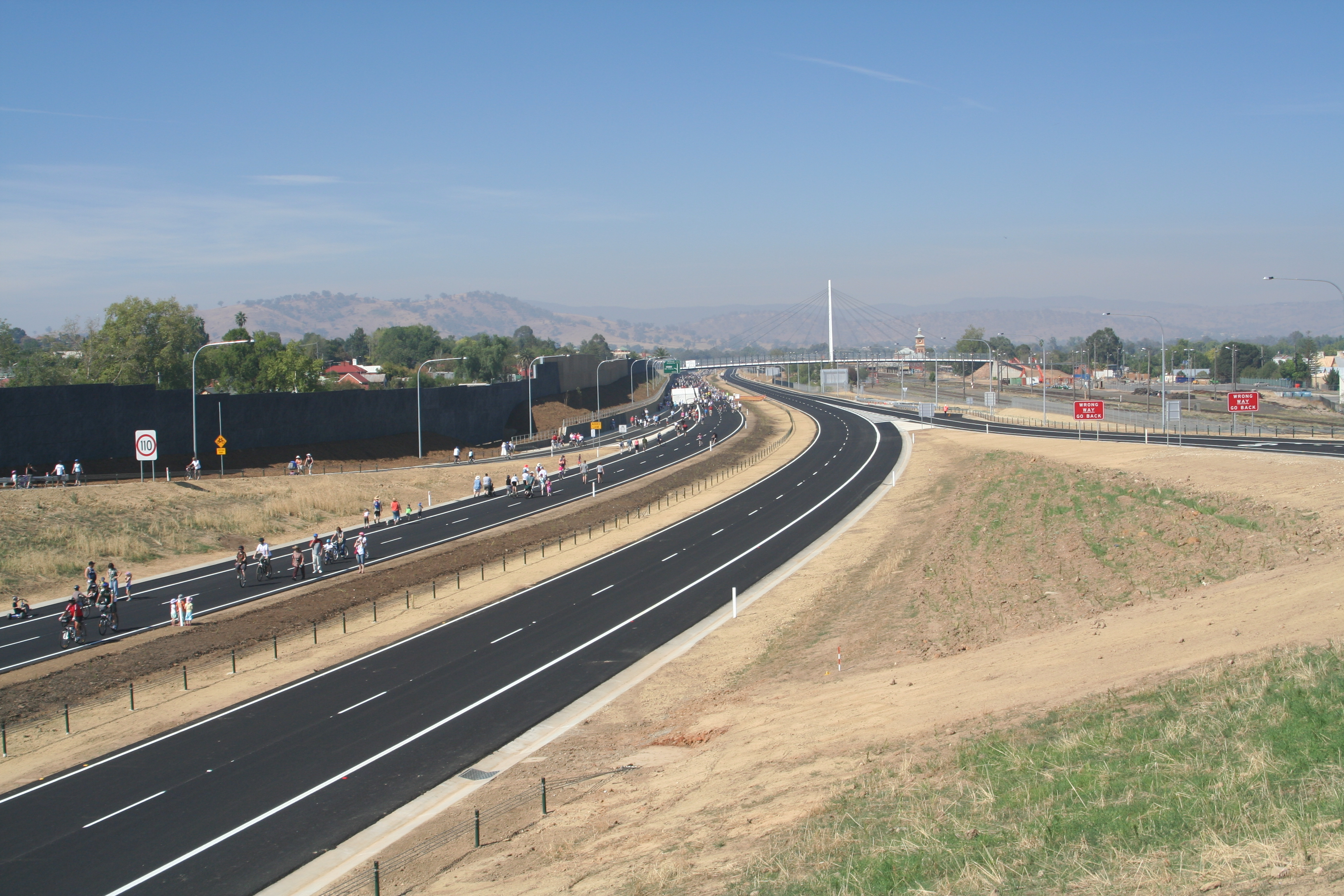
Der Hume Highway in Albury an einer Straßenzuführung.

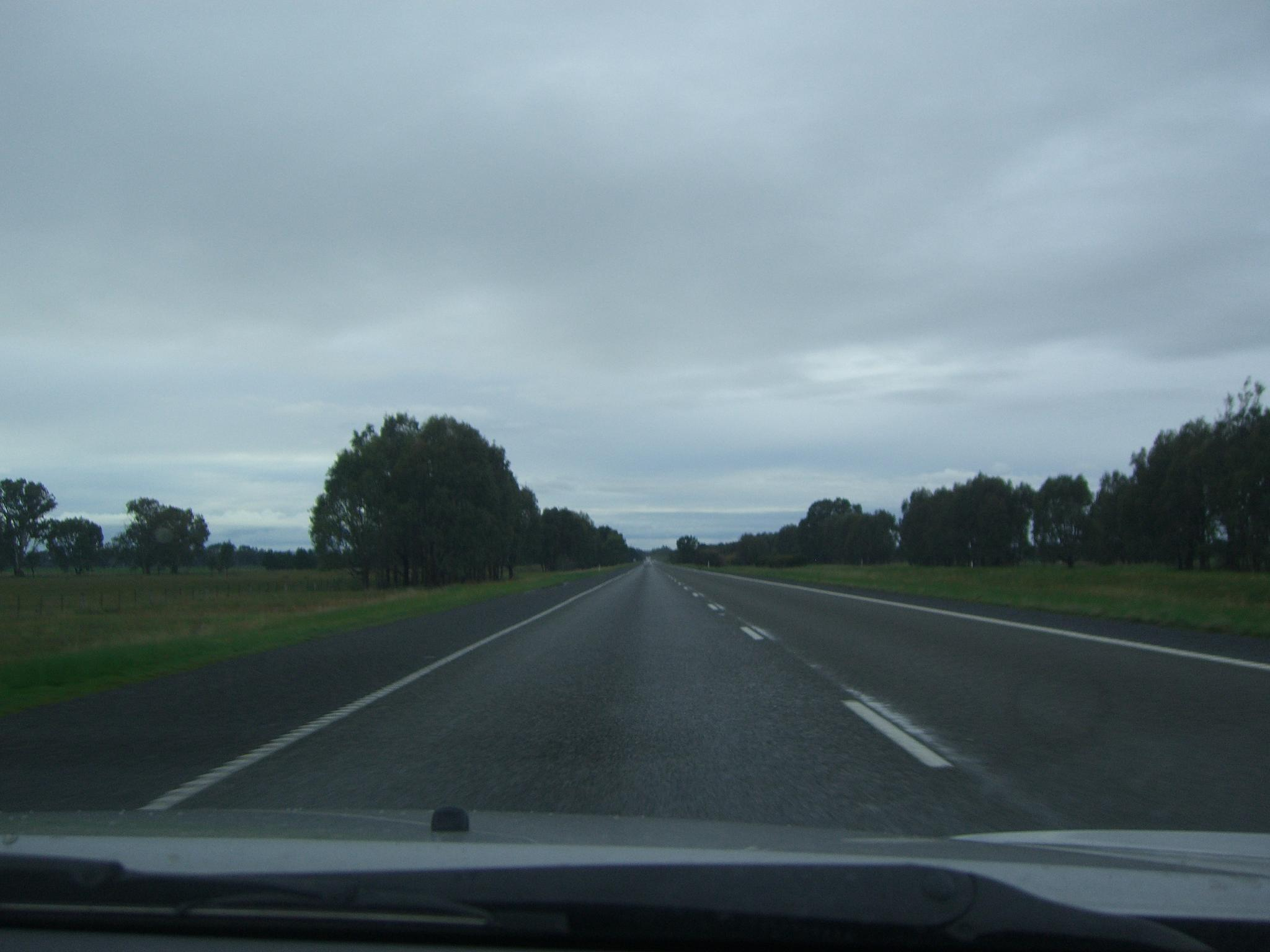
Der Hume Highway in der Nähe von Wangaratta.

### Wichtige Anschlüsse und Kreuzungen
| Hume Highway Hume Freeway South Western Freeway                                           |                             |                                |                                                                                 |
| Anschlüsse und Kreuzungen Richtung Norden                                                 | Entfernung nach Sydney (km) | Entfernung nach Melbourne (km) | Anschlüsse und Kreuzungen Richtung Süden                                        |
| Ende South Western Freeway weiter als South Western Motorway nach Bankstown / Sydney      | 42                          | 832                            | Beginn South Western Freeway vom South Western Motorway und vom WestLink        |
| Newcastle, Brisbane WestLink                                                              | 42                          | 832                            | Beginn South Western Freeway vom South Western Motorway und vom WestLink        |
| Liverpool Camden Valley Way                                                               | 42                          | 832                            | Beginn South Western Freeway vom South Western Motorway und vom WestLink        |
| keine Ausfahrt                                                                            | 47                          | 827                            | Ingleburn Brooks Road                                                           |
| Denham Court, Ingleburn Campbelltown Road                                                 | 48                          | 826                            | keine Ausfahrt                                                                  |
| keine Ausfahrt                                                                            | 52                          | 822                            | Campbelltown Campbelltown Road                                                  |
| Ende Hume Highway weiter als South Western Freeway                                        | 58                          | 816                            | Campbelltown, Penrith Appin Road Narellan Road                                  |
| Camden, Campbelltown, Bulli Narellan Road Appin Road                                      | 58                          | 816                            | Beginn Hume Highway vom South Western Freeway                                   |
| Picton, Wollongong Picton Road                                                            | 80                          | 794                            | Picton, Wollongong Picton Road                                                  |
| Bargo, Picton Remembrance Drive / Old Hume Highway                                        | 92                          | 782                            | Bargo Avon Dam Road                                                             |
| Colo Vale, Yerrinbool Church Avenue / Old Hume Highway                                    | 105                         | 769                            | Yerrinbool, Colo Vale Old Hume Highway / Church Avenue                          |
| keine Ausfahrt                                                                            | 107                         | 767                            | Mittagong, Bowral Old Hume Highway 79                                           |
| Richlands, Mittagong, Bowral Wombeyan Caves Road / Old Hume Highway                       | 115                         | 759                            | keine Ausfahrt                                                                  |
| Beginn Freeway                                                                            | 128                         | 746                            | Berrima, Medway Medway Road                                                     |
| Berrima Mereworth Road / Old Hume Highway                                                 | 128                         | 746                            | Ende Freeway                                                                    |
| Moss Vale, Wollongong Illawarra Highway                                                   | 139                         | 735                            | Moss Vale, Canyonleigh Illawarra Highway                                        |
| Exeter, Bundanoon, Service Centre Sallys Corner Road                                      | 142                         | 732                            | Exeter, Bundanoon, Service Centre Sallys Corner Road                            |
| Schwerverkehrskontrollstation                                                             | 166                         | 708                            | Marulan, Schwerverkehrskontrollstation George Street                            |
| Marulan, Service Centre George Street                                                     | 167                         | 707                            | Service Centre                                                                  |
| Goulburn Sydney Road                                                                      | 190                         | 684                            | Goulburn Sydney Road                                                            |
| Goulburn Hume Street                                                                      | 200                         | 674                            | Goulburn Hume Street                                                            |
| Canberra, Queanbeyan, Cooma über Wendeschleife                                            | 208                         | 666                            | Barkers Lane                                                                    |
| keine Ausfahrt                                                                            | 209                         | 665                            | Canberra, Queanbeyan, Cooma Federal Highway                                     |
| Breadalbane Cullerin Road                                                                 | 219                         | 655                            | Breadalbane Cullerin Road                                                       |
| Gunning, Gundaroo Gundaroo Road                                                           | 242                         | 632                            | Gunning, Collector Gunning-Collector Road                                       |
| Yass, Canberra, Queanbeyan Barton Highway                                                 | 272                         | 602                            | Yass, Canberra Barton Highway                                                   |
| Yass, Service Centre Yass Valley Way                                                      | 281                         | 593                            | Yass, Service Centre Yass Valley Way                                            |
| Boorowa, Cowra Lachlan Valley Way                                                         | 284                         | 590                            | Boorowa, Cowra Lachlan Valley Way                                               |
| Harden, Temora Burley Griffin Way                                                         | 293                         | 581                            | Harden, Temora Burley Griffin Way                                               |
| keine Ausfahrt                                                                            | 334                         | 540                            | Jugiong, Harden Riverside Drive                                                 |
| Murrumburrah, Jugiong Jugiong Road                                                        | 337                         | 537                            | keine Ausfahrt                                                                  |
| keine Ausfahrt                                                                            | 339                         | 535                            | Jugiong Riverside Drive                                                         |
| Coolac, Cootamundra Cootamundra Road                                                      | 357                         | 517                            | Coolac, Cootamundra Cootamundra Road                                            |
| Pettit Coleman Street                                                                     | 361                         | 513                            | Pettit Gobarralong Road                                                         |
| Dog on the Tuckerbox, Service Centre                                                      | 369                         | 505                            | Dog on the Tuckerbox, Service Centre                                            |
| keine Ausfahrt                                                                            | 373                         | 501                            | Gundagai West Street                                                            |
| Gundagai Sheridan Street                                                                  | 376                         | 498                            | Gundagai Sheridan Street                                                        |
| South Gundagai Cross Street                                                               | 378                         | 496                            | South Gundagai Middle Street                                                    |
| South Gundagai Cross Street                                                               | 378                         | 496                            | South Gundagai Mount Street                                                     |
| Tumblong Grahamstown Road                                                                 | 389                         | 485                            | Tumblong Grahamstown Road                                                       |
| Adelong, Tumut, Cooma Snowy Mountains Highway                                             | 403                         | 471                            | Adelong, Tumut Snowy Mountains Highway                                          |
| Wagga Wagga, Narrandera Sturt Highway                                                     | 412                         | 462                            | Wagga Wagga, Narrandera, Mildura, Adelaide Sturt Highway                        |
| keine Ausfahrt                                                                            | 418                         | 456                            | Tarcutta Old Hume Highway                                                       |
| Tarcutta Old Hume Highway                                                                 | 422                         | 452                            | keine Ausfahrt                                                                  |
| Tumbarumba, Wagga Wagga Tumbarumba Road                                                   | 447                         | 427                            | Tumbarumba, Wagga Wagga Tumbarumba Road                                         |
| ENDE ZWEISPURIGE STRASSE                                                                  | 485                         | 389                            | BEGINN ZWEISPURIGE STRASSE Ausbau für 2013 geplant                              |
| Holbrook                                                                                  | 490                         | 384                            | Holbrook                                                                        |
| BEGINN ZWEISPURIGE STRASSE Ausbau für 2013 geplant                                        | 493                         | 381                            | ENDE ZWEISPURIGE STRASSE                                                        |
| Woomargama Old Hume Highway                                                               | 505                         | 369                            | Woomargama Old Hume Highway                                                     |
| Culcairn, Wagga Wagga, Cowra Olympic Highway                                              | 529                         | 345                            | Culcairn, Wagga Wagga Olympic Highway                                           |
| keine Ausfahrt                                                                            | 538                         | 336                            | Ettamogah, Jindera Wagga Road                                                   |
| Springdale Heights, Thurgoona Thurgoona Drive                                             | 543                         | 331                            | Thurgoona Thurgoona Drive                                                       |
| North Albury, Wirlinga Dallinger Road                                                     | 545                         | 329                            | keine Ausfahrt                                                                  |
| Albury, Lake Hume, Corowa Riverina Highway                                                | 549                         | 325                            | Lake Hume, Albury Riverina Highway                                              |
| South Albury Bridge Street                                                                | 550                         | 324                            | Albury Bridge Street                                                            |
| Beginn Hume Highway                                                                       | 552                         | 322                            | Ende Hume Highway                                                               |
| MURRAY RIVER                                                                              | 552                         | 322                            | MURRAY RIVER                                                                    |
| NEW SOUTH WALES STAATSGRENZE VICTORIA                                                     |                             |                                |                                                                                 |
| Ende Hume Freeway                                                                         | 552                         | 322                            | Beginn Hume Freeway                                                             |
| keine Ausfahrt                                                                            | 553                         | 321                            | Tallangatta Bandiana Link B410                                                  |
| weiter als                                                                                | 554                         | 320                            | Wodonga, Albury High Street C315 Lincoln Causeway C315                          |
| Albury, Wodonga Lincoln Causeway C315 High Street C315                                    | 554                         | 320                            | weiter als                                                                      |
| keine Ausfahrt                                                                            | 556                         | 318                            | Wodonga Melrose Drive / Moloney Drive                                           |
| Wodonga Melbourne Road                                                                    | 558                         | 316                            | keine Ausfahrt                                                                  |
| weiter als                                                                                | 570                         | 304                            | Yarrawonga, Echuca Murray Valley Highway                                        |
| Yarrawonga, Echuca Murray Valley Highway                                                  | 570                         | 304                            | weiter als                                                                      |
| Barnawartha, Upper Indigo Indigo Creek Road                                               | 576                         | 298                            | Barnawartha, Upper Indigo Indigo Creek Road                                     |
| Chiltern, Beechworth Chiltern-Howlong Road C377 / Beechworth-Chiltern Road C377           | 585                         | 289                            | Chiltern, Beechworth Chiltern-Howlong Road C377 / Beechworth-Chiltern Road C377 |
| Springhurst, Rutherglen Rutherglen-Springhurst Road C376                                  | 597                         | 277                            | Springhurst, Rutherglen Rutherglen-Springhurst Road C376                        |
| Bowser, Wangaratta Wangaratta Road C314                                                   | 614                         | 260                            | Bowser, Wangaratta Wangaratta Road C314                                         |
| Wangaratta, Beechworth, Bright, Mount Hotham Great Alpine Road                            | 621                         | 253                            | Wangaratta, Bright, Mount Hotham Great Alpine Road                              |
| Wangaratta, Greta Greta Road C523                                                         | 629                         | 245                            | Wangaratta, Greta Greta Road C523                                               |
| Wangaratta Wangaratta Road C314                                                           | 632                         | 242                            | keine Ausfahrt                                                                  |
| Milawa Snow Road C522                                                                     | 634                         | 240                            | keine Ausfahrt                                                                  |
| Service Centre                                                                            | 636                         | 238                            | Service Centre                                                                  |
| keine Ausfahrt                                                                            | 639                         | 235                            | Glenrowan, Moyhu Glenrowan-Moyhu Road                                           |
| Glenrowan, Winton Winton-Glenrowan Road                                                   | 641                         | 233                            | keine Ausfahrt                                                                  |
| Winton, Benalla Benalla-Winton Road C313                                                  | 656                         | 218                            | Winton, Benalla Benalla-Winton Road C313                                        |
| Benalla, Shepparton, Mansfield Midland Highway                                            | 668                         | 206                            | Mansfield, Shepparton Midland Highway                                           |
| Violet Town, Harrys Creek Murchison-Violet Town Road C345 / Harrys Creek Road             | 691                         | 183                            | Violet Town, Harrys Creek Harrys Creek Road / Murchison-Violet Town Road C345   |
| Euroa Euroa Main Road C312                                                                | 708                         | 166                            | Euroa Euroa Main Road C312                                                      |
| Euroa Euroa Main Road C312                                                                | 715                         | 159                            | Euroa Euroa Main Road C312                                                      |
| Avenel, Tarcombe Avenel-Nagambie Road C346 / Tarcombe Road                                | 747                         | 127                            | Tarcombe, Avenel Tarcombe Road / Avenel-Nagambie Road C346                      |
| Seymour, Nagambie, Shepparton, Brisbane Goulburn Valley Freeway / Goulburn Valley Highway | 760                         | 114                            | Seymour, Shepparton Goulburn Valley Highway / Goulburn Valley Freeway           |
| Seymour, Puckapunyal, Tooborac Seymour-Tooborac Road C384                                 | 768                         | 106                            | Seymour, Puckapunyal, Tooborac Seymour-Tooborac Road C384                       |
| Service Centre                                                                            | 771                         | 103                            | Service Centre                                                                  |
| keine Ausfahrt                                                                            | 774                         | 100                            | Tallarook Upper Goulburn Road C383                                              |
| Tallarook Upper Goulburn Road C383                                                        | 777                         | 97                             | keine Ausfahrt                                                                  |
| keine Ausfahrt                                                                            | 787                         | 87                             | Broadford, Kilmore Broadford-Kilmore Road C311                                  |
| Broadford, Flowerdale Strath Creek Road C382                                              | 788                         | 86                             | keine Ausfahrt                                                                  |
| Waterford Park, Clonbinane Broadford-Wallan Road                                          | 797                         | 77                             | Waterford Park, Clonbinane Broadford-Wallan Road                                |
| Kilmore, Wandong Epping-Kilmore Road C729                                                 | 805                         | 69                             | Wandong, Kilmore Epping-Kilmore Road C729                                       |
| Service Centre                                                                            | 809                         | 65                             | Service Centre                                                                  |
| keine Ausfahrt                                                                            | 814                         | 60                             | Whittlesea, Wallan Wallan-Whittlesea Road C727                                  |
| Wallan, Echuca Northern Highway                                                           | 818                         | 56                             | keine Ausfahrt                                                                  |
| Beveridge Lithgow Street                                                                  | 821                         | 53                             | Beveridge Old Hume Highway                                                      |
| Mickleham, Donnybrook Donnybrook Road C723                                                | 829                         | 45                             | Mickleham, Donnybrook Donnybrook Road C723                                      |
| Craigieburn Sydney Road via Amaroo Road                                                   | 833                         | 41                             | Craigieburn Sydney Road                                                         |
| Craigieburn, Wollert Craigieburn Road East C722                                           | 836                         | 38                             | keine Ausfahrt                                                                  |
| Roxburgh Park, Epping Cooper Street                                                       | 843                         | 31                             | Epping, Roxburgh Park Cooper Street                                             |
| Beginn Hume Freeway von der Western Ring Road und der Metropolitan Ring Road              | 848                         | 26                             | Greensborough Metropolitan Ring Road                                            |
| Beginn Hume Freeway von der Western Ring Road und der Metropolitan Ring Road              | 848                         | 26                             | Ende Hume Freeway weiter als Western Ring Road nach Melbourne / Geelong         |